# Haines Junction
Haines Junction – miejscowość w Kanadzie, w Jukonie. Według danych na rok 2016 liczyła 613 mieszkańców.
Haines Junction położone jest przy Alaska Highway, w miejscu, gdzie odchodzi od niej Haines Highway, prowadząca przez przełęcz Chilkat do Haines w stanie Alaska.

## Galeria

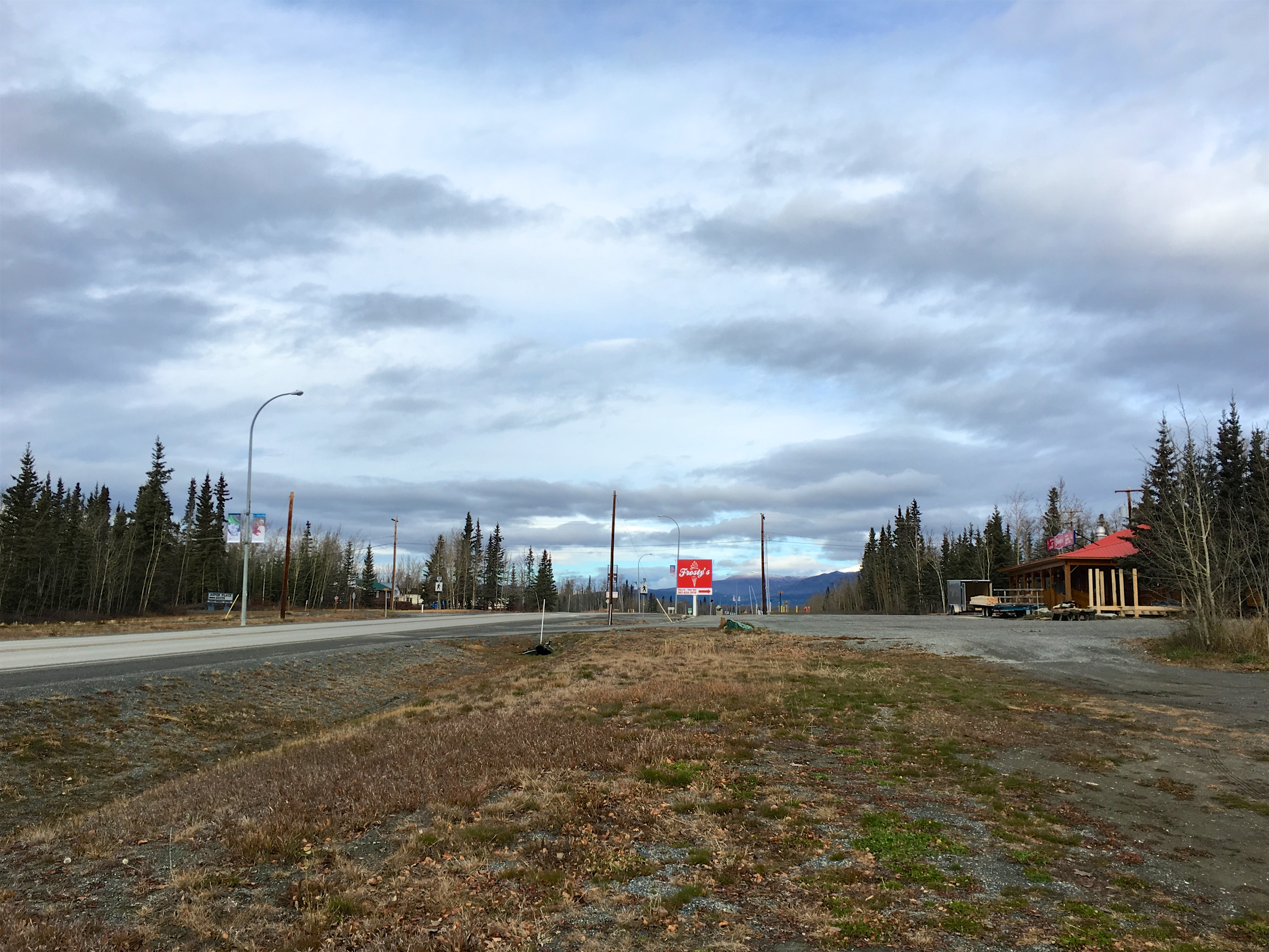
Alaska Highway w Haines Junction
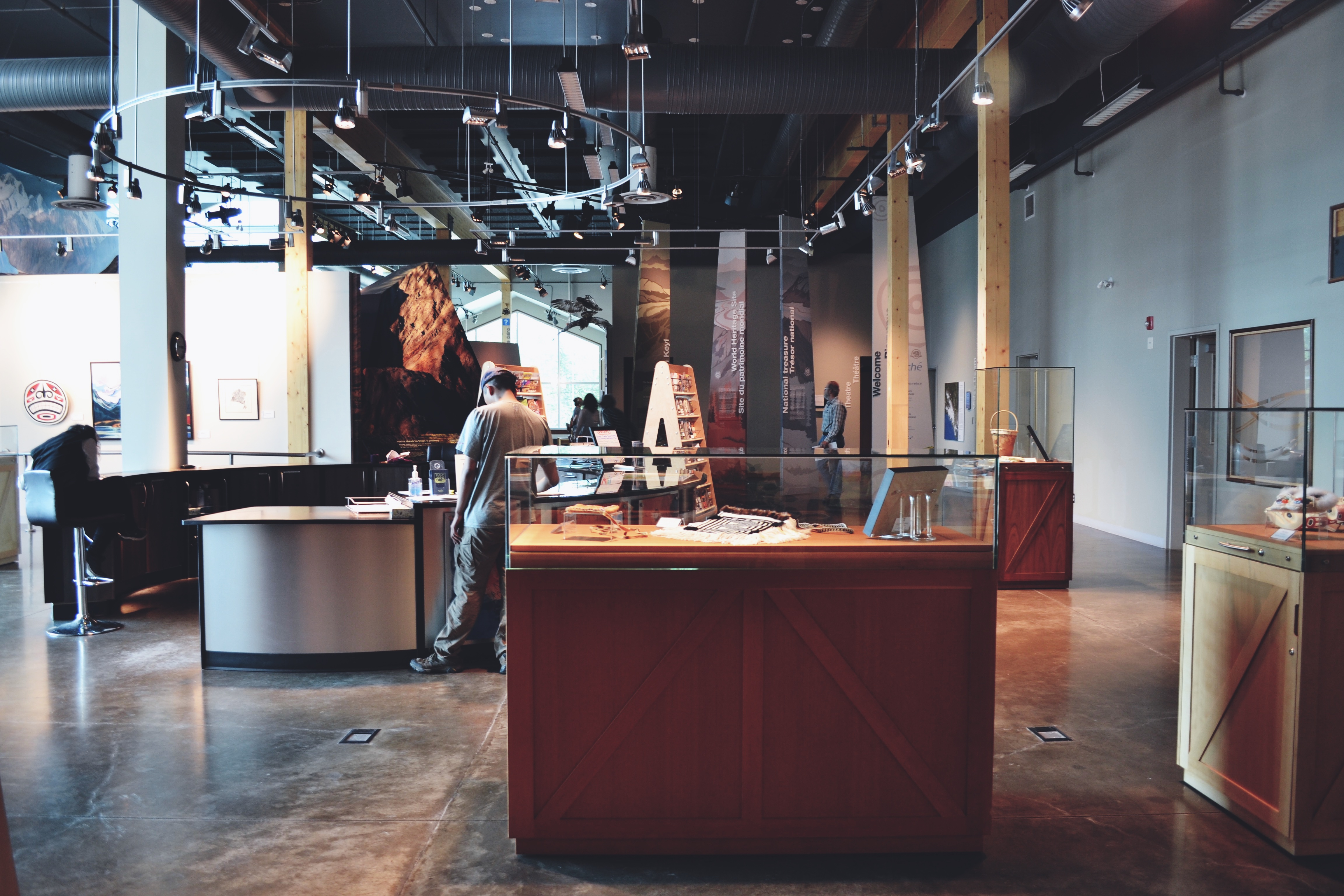
Centrum informacji dla odwiedzających